# Frederic Forrest
Frederic Fenimore Forrest, Jr. (født 23. december 1936, død 23. juni 2023) var en amerikansk skuespiller. Han blev nomineret til en Oscar for bedste mandlige birolle for sit portræt af Huston Dyer i 1979 i det musikalske drama The Rose. Han skildrede også kokken i den episke krigsfilm Dommedag Nu udgivet samme år.